# Enallagma circulatum
Enallagma circulatum är en trollsländeart som beskrevs av Selys 1883. Enallagma circulatum ingår i släktet Enallagma och familjen dammflicksländor. IUCN kategoriserar arten globalt som livskraftig. Inga underarter finns listade i Catalogue of Life.